# Zakspoor

Het zakspoor is in dit diagram aangegeven met het nummer 1

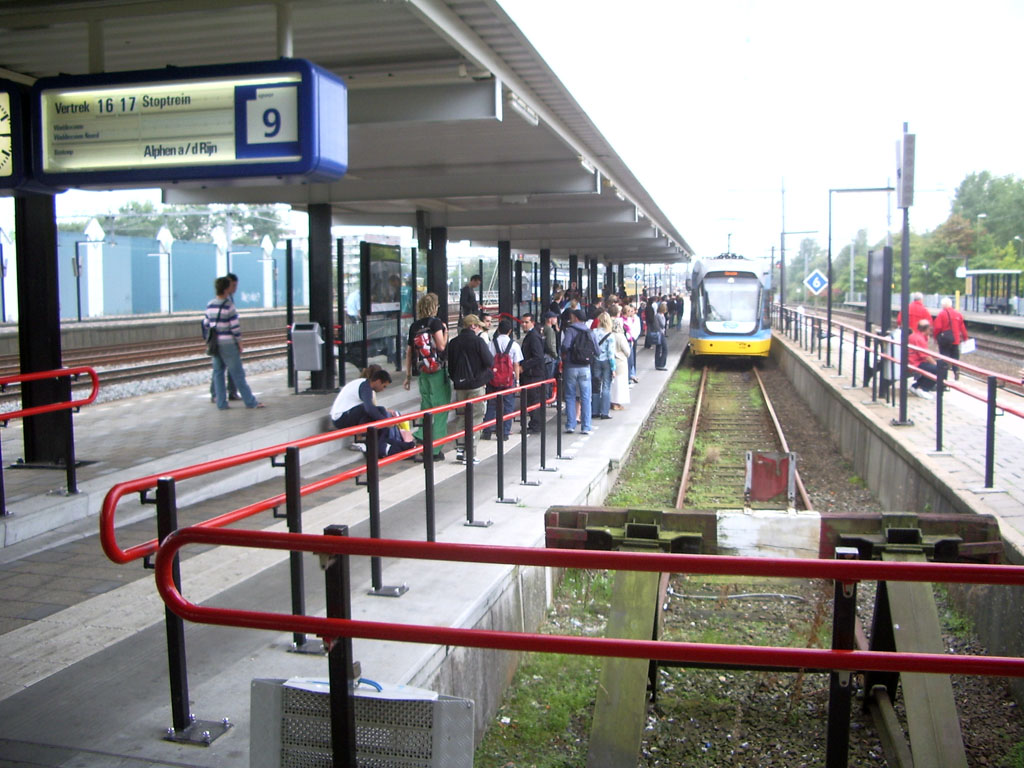
Het zakspoor (spoor 9) in Gouda voor de richting Alphen aan den Rijn, hier met een van de lightrailvoertuigen die daar van 2003 tot 2009 reden bij wijze van experiment

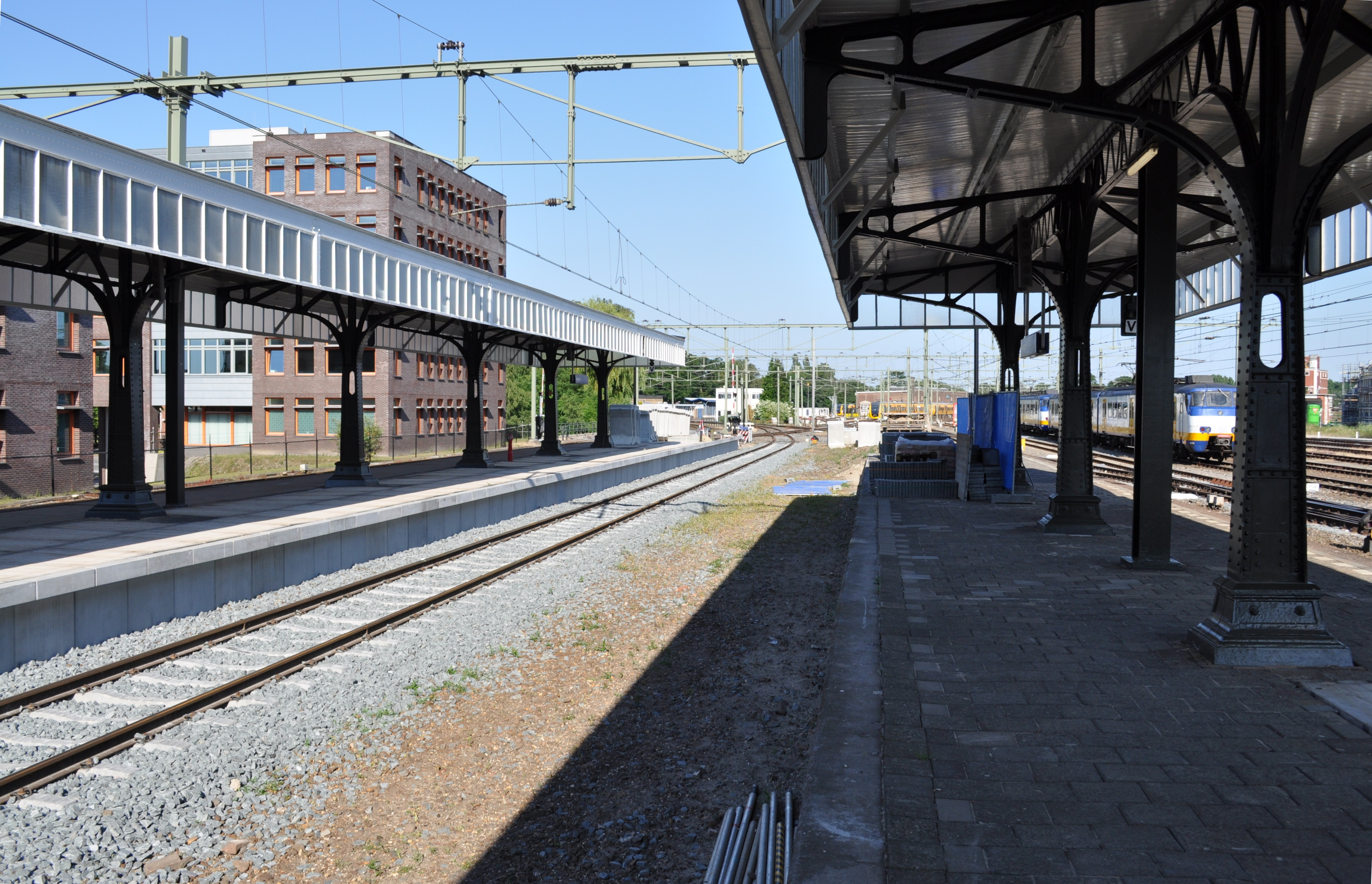
Bij het zakspoor in Hengelo is het duidelijk dat men hier niet aan beide kanten kan uitstappen.

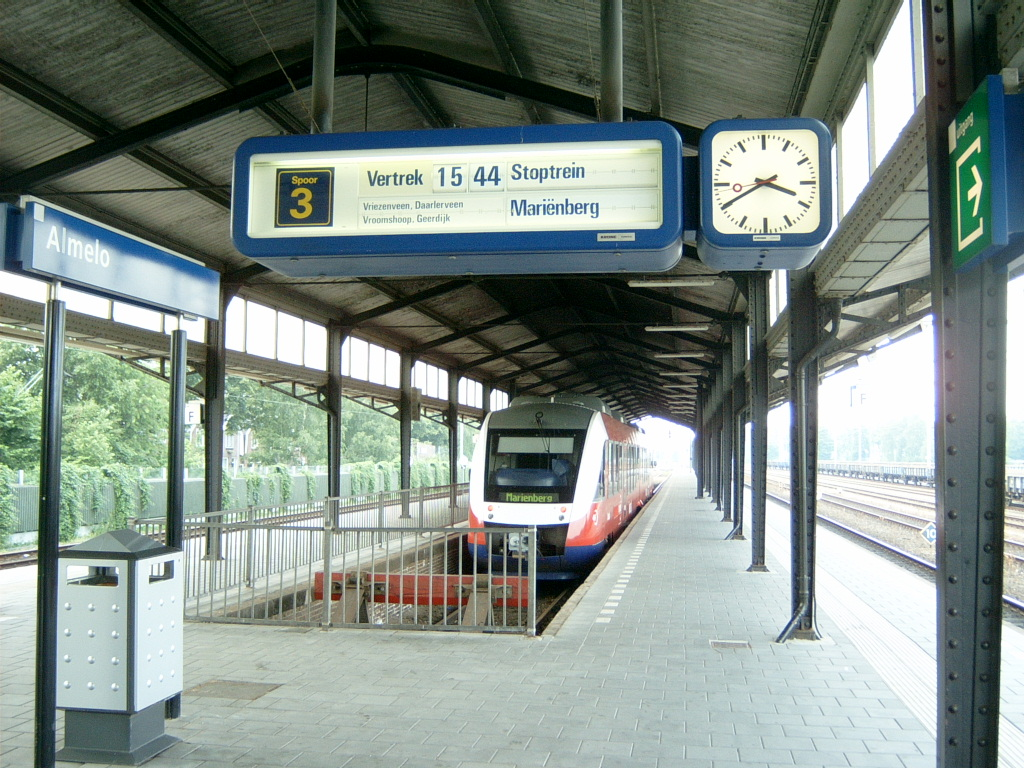
Het zakspoor (spoor 3) in Almelo voor de stoptreinen naar Mariënberg

Een zakspoor is een kopspoor dat binnen een perron ligt. Deze constructie komt voor bij stations met een breed eilandperron, waarbij een bepaalde treindienst (meestal een korte stoptrein) het betreffende station als eindpunt heeft. De term is afgeleid van het Duitse Sackgleis. Men kent in het Duits ook Sackbahnhof (kopstation) en Sackgasse (doodlopende weg) en het laatste komt van het Franse cul de sac.
Hoewel er een perron is aan weerszijden van het spoor, mag er meestal aan slechts één kant worden in- en uitgestapt. Hierdoor kan de conducteur beter toezicht houden op het moment dat hij het vertreksein geeft.
Voordeel van een zakspoor is dat, net als bij ander kopsporen, reizigers gelijkvloers kunnen overstappen naar de hoofdsporen aan weerszijden. Dit kan aan de ene zijde rechtstreeks, aan de andere zijde door om het uiteinde van het kopspoor heen te lopen.
Een ander voordeel van een zakspoor is dat een trein er langere tijd kan stilstaan (namelijk tot het vertrektijd is voor de terugreis) zonder dat het verkeer op de hoofdsporen wordt gehinderd. De doorgaande treinen gebruiken de hoofdsporen, maar veroorzaken geen hinder doordat ze na een korte stop weer verder rijden.

## Nederland
Zaksporen zijn in Nederland nog te vinden op de stations:
- Almelo, spoor 3 voor de stoptrein van en naar Mariënberg. De sprinter van en naar Apeldoorn, buiten de spits meestal Almelo als begin- en eindstation, maakt sinds de aanleg van een bovenleiding in 2022 incidenteel gebruik van het zakspoor[1].
- Hengelo: spoor 11 voor treinen van en naar Oldenzaal in de tijd dat de NS hier een pendeltrein reed. Van december 2010 tot eind 2013 werd het gebruikt voor de Grenslandexpres van Syntus naar Bad Bentheim. Vanaf februari 2018 is spoor 11 opnieuw in gebruik genomen. Dit keer door de Eurobahn-treindienst Hengelo-Bad Bentheim-Osnabrück-Herford-Bielefeld.
- Haarlem: Hier zijn twee zaksporen te vinden in het middenperron aan de westzijde.
  - Spoor 4, wordt gebruikt door de Sprinter naar Leiden Centraal.
  - Spoor 5, werd gebruikt door de Intercity naar Hoorn. Deze Intercity is in de dienstregeling 2016 vervangen door een Sprinter, die vanaf Haarlem doorrijdt naar Amsterdam Centraal.
- Leeuwarden
  - Spoor 8, voor de trein naar Groningen.

### Verdwenen zaksporen
Op een aantal stations was eerder een zakspoor, maar is dit verwijderd. Vaak is aan de bestrating te zien waar het gelegen heeft.
- Amersfoort
  - Spoor 21, vroeger gebruikt voor de stoptreinen uit Utrecht, deze treinen hadden tot december 2006 Ede-Wageningen als eindpunt (later Zwolle).
  - Spoor 22, vroeger gebruikt voor de stoptreinen uit Hilversum.
- Den Haag Hollands Spoor
  - Zowel in het eerste perron (aan de noordzijde) als het tweede perron (aan de zuidzijde) waren in het verleden zaksporen aanwezig. De twee zaksporen in het eerste perron werden tot 1975 gebruikt voor de treinen op de Hofpleinlijn.
- Deventer
  - Deventer kende aan de westzijde een dubbel zakspoor van de OLDO, de spoorlijn naar Ommen via Raalte. De sporen zijn al lang geleden verdwenen, maar de positie is door de ongewijzigde perronkap goed herkenbaar.
- Gouda
  - Spoor 9 in het 2e perron. Verlaagd voor de lightrailverbinding RijnGouwelijn richting Alphen aan den Rijn. Op deze verbinding rijden weer reguliere treinen vanaf 11 december 2016 onder de R-net huisstijl. Deze trein vertrekt vanaf een later aangelegd spoor 11 waardoor er niet meer gekruist hoeft te worden. Spoor 9 werd in oktober 2019 verwijderd om ruimte te maken voor meer wachtende reizigers[2].
  - Spoor 4 te Gouda bestaat sinds september 2020 ook niet meer.
- Utrecht Centraal
  - Utrecht Centraal heeft een tijd spoor 21 gehad, aan de zuidzijde van het station ter plaatse van het huidige spoor 5b.

## België
- Mol
  - Spoor A, wordt gebruikt voor de L-trein van en naar Antwerpen-Centraal.
- Nijvel
  - Naast het spoor 1 (richting Brussel) is een zakspoor voor de S1 naar Antwerpen Centraal. Doordat Nijvel eindpunt is van de trein, moet deze zeer kort in tegenspoor (rechts) rijden richting Nijvel.
- Leuven
  - Sporen A, B, C en D. Onder andere de S2 richting 's-Gravenbrakel stopt op een van de zaksporen.